# Литвиненко Олександр Валерійович
Олекса́ндр Вале́рійович Литвине́нко (нар. 27 квітня 1972, Київ) — український науковець, державний діяч. Доктор політичних наук (2002), професор (2011), генерал-майор запасу (08.2015). Державний службовець 2-го рангу (06.2015), Секретар Ради національної безпеки і оборони України (26.03.2024 — 18.07.2025), Координатор Ставки Верховного Головнокомандувача ЗСУ (29.03.2024 — 24.07.2025).
З 4 квітня 2014 до 13 серпня 2019 — заступник Секретаря РНБО України З 13 серпня 2019 до 23 липня 2021 — директор Національного інституту стратегічних досліджень. З 23 липня 2021 призначений головою Служби зовнішньої розвідки. З 27 липня 2021 року Член Ради національної безпеки і оборони України. З 26 березня 2024 до 18 липня 2025 року — Секретар РНБО.

## Життєпис
Народився 27 квітня 1972 в місті Києві. В 1989—1994 роках навчався в Інституті криптографії, зв'язку та інформатики Академії федеральної служби контррозвідки РФ (Академія ФСБ РФ м. Москва) за спеціальністю «прикладна математика». Закінчив Київський національний університет імені Тараса Шевченка за спеціальністю «правознавство» (2009). В 1998 році — кандидат політичних наук за спеціальністю 24.00.04 — політичні проблеми міжнародних систем і глобального розвитку. Дисертація захищена в Інституті міжнародних відносин Київського національного університету імені Тараса Шевченка.
У 2002 році — доктор політичних наук за спеціальністю 23.01.01 — основи національної безпеки держави. Дисертація захищена в Національному інституті стратегічних досліджень. У 2003 році — старший науковий співробітник за спеціальністю 23.01.01 — основи національної безпеки держави. У 2011 році — професор за спеціальністю 23.01.01 — основи національної безпеки держави.
Пройшов курси з підвищення кваліфікації у Йоркському університеті, м. Торонто, Канада (2002) та Маршалл-центр, Гарміш-Партенкірхен, Німеччина (2005). Закінчив Королівський коледж оборонних наук (the RCDS) у Лондоні, Велика Британія (2012).
З 1994 року по 1998 рік — офіцер, старший офіцер, головний спеціаліст Управління захисту інформації Головного управління урядового зв'язку СБ України.
З 1997 року по 2005 рік — асистент, доцент за сумісництвом Інституту міжнародних відносин Київського національного університету імені Тараса Шевченка.
1998—2007 роки — старший консультант, завідувач відділу, заступник директора, перший заступник директора Національного інституту стратегічних досліджень.
З травня 2005 по грудень 2007 — керівник Управління з питань державної безпеки, керівник Експертної комісії, керівник Департаменту з питань державної безпеки Апарату РНБО України.
Грудень 2007 — серпень 2009 року заступник начальника Департаменту інформаційно-аналітичного забезпечення СБ України. З серпня 2009 по 2010 рік — радник директора Інституту проблем національної безпеки при РНБО України.
З червня 2010 року по 26 березня 2014 року — заступник директора Національного інституту стратегічних досліджень.
З 27 березня по 4 квітня 2014 року — радник генерального директора Державного концерну «Укроборонпром».
З 5 квітня 2014 року по 13 серпня 2019 року — заступник Секретаря Ради національної безпеки і оборони України.
З 13 серпня 2019 по 23 липня 2021 року — директор Національного інституту стратегічних досліджень.
З 23 липня 2021 по 26 березня 2024 року — голова Служби зовнішньої розвідки.
З 26 березня 2024 по 18 липня 2025 року — Секретар РНБО, замінив на цій посаді Олексія Данілова.
З 29 березня 2024  по 24 липня 2025 року — Координатор Ставки Верховного Головнокомандувача ЗСУ.

## Відзнаки та нагороди
- Відзнака Президента України — ювілейна медаль «25 років незалежності України» (2016)[13].
- Заслужений діяч науки і техники України (2011)[14].
- Орден князя Ярослава Мудрого V ст. (21 серпня 2020) — за значний особистий внесок у державне будівництво, соціально-економічний, науково-технічний, культурно-освітній розвиток України, вагомі трудові здобутки та високий професіоналізм[15].

## Вибрані публікації
- «Безпекове середовище навколо України: як воно поставало», Незалежний культурологічний часопис «Ї» число 60, 2010 рік [Архівовано 25 квітня 2010 у Wayback Machine.]
- «Європейська безпека: можливий шлях послабити виклики і загрози», у співавторстві з В. Горбуліним, Дзеркало тижня, 13.11.2009 [Архівовано 13 січня 2010 у Wayback Machine.]
- «Великий сусід визначився. Що Україні робити далі?», у співавторстві з В. Горбуліним, Дзеркало тижня, 25.09.2009 [Архівовано 23 квітня 2010 у Wayback Machine.]
- «Українська політика національної безпеки України: актуальні виклики — адекватні відповіді», у співавторстві з В. Горбуліним, Дзеркало тижня, 28 березня — 4 квітня 2009 [Архівовано 1 квітня 2009 у Wayback Machine.]
- «Що привнесе Михайло Зурабов в українсько-російські відносини?», Олександр Литвиненко, Олеся Яхно, 25 січня 2010, Радіо Свобода [Архівовано 13 квітня 2014 у Wayback Machine.]
- A Ghost in the Mirror: Russian Soft Power in Ukraine, Alexander Bogomolov and Oleksandr Lytvynenko [Архівовано 28 липня 2014 у Wayback Machine.], 15 December 2010, Chatham House
- Кілька тез щодо політики путіна. Як мислять і провадять війну у кремлі, Інтерфакс-Україна, 22.11.2023] [Архівовано 22 листопада 2023 у Wayback Machine.]

### Декларація
- Литвиненко О. В. [Архівовано 25 листопада 2021 у Wayback Machine.]// Е-декларація